# Margaret Colin
Margaret Colin, född 26 maj 1958 i Brooklyn i New York, är en amerikansk skådespelare.
Hon är känd från TV-serien As the World Turns där hon spelar Margo Montgomery Hughes och TV-serien Gossip Girl där hon spelar mamman Eleanor Waldorf-Rose. Hon har även haft roller i storfilmer som Tre män och en baby, Independence Day och En fiende ibland oss. 

## Filmografi (urval)
- 1986 – Pretty in Pink
- 1987 – Tre män och en baby
- 1988 – Magnum (TV-serie) (1 avsnitt)
- 1993 – Amos & Andrew
- 1994 – Chicago Hope (TV-serie) (5 avsnitt)
- 1994 – Fritt fall
- 1996 – Independence Day
- 1997 – En fiende ibland oss
- 1999 – Swing Vote
- 2002 – Unfaithful
- 2003 – Law & Order: Special Victims Unit (TV-serie) (1 avsnitt)
- 2004 – First Daughter
- 2004 – Law & Order: Criminal Intent (TV-serie) (1 avsnitt)
- 2007–2012 – Gossip Girl (TV-serie) (33 avsnitt)
- 2007 – iMurders
- 2010 – I lagens namn (TV-serie) (1 avsnitt)
- 2010 – Medium (TV-serie) (1 avsnitt)
- 2012 – Blue Bloods (TV-serie) (1 avsnitt)
- 2012 – Nurse Jackie (TV-serie) (2 avsnitt)
- 2013 – Elementary (TV-serie) (1 avsnitt)
- 2013 – The Good Wife (TV-serie) (1 avsnitt)
- 2014 – Gotham (TV-serie) (1 avsnitt)
- 2015 – Madam Secretary (TV-serie) (1 avsnitt)
- 2017–2019 – Veep (TV-serie) (9 avsnitt)
- 2021 – Chicago Med (TV-serie) (7 avsnitt)